# Saint-Cyprien, Lot
Saint-Cyprien là một xã thuộc tỉnh Lot tây nam Pháp. Xã có diện tích 15,07 km², dân số theo điều tra năm 1999 là 309 người. Khu vực này có độ cao trung bình 222 mét trên mực nước biển.